# Васютино (Омская область)
Васютино — село в Исилькульском районе Омской области. Входит в состав Баррикадского сельского поселения.

## История
Основано в 1907 годы. В 1928 годы состояло из 157 хозяйств, основное население — русские. Центр Васютинского сельсовета Исилькульского района Омского округа Сибирского края.

## Население
| 1926 | 2002 | 2010 |
| ---- | ---- | ---- |
| 722  | ↘99  | ↘55  |